# Union Carriage Company
Union Carriage Company war ein US-amerikanischer Hersteller von Fahrzeugen.

## Unternehmensgeschichte
Das Unternehmen wurde 1891 in St. Louis in Missouri gegründet. Es stellte Kutschen her. 1908 begann die Produktion von Automobilen. Der Markenname lautete Union. Im November 1908 verkündete der Manager C. L. Fleming, dass 25 Fahrzeuge fertiggestellt seien und sich die Pläne für 1909 auf 1000 Fahrzeuge belaufen würden. Möglicherweise entstanden danach noch mehrere hundert Fahrzeuge. Ende 1909 wurde die Kraftfahrzeugproduktion aufgegeben. Kutschen wurden noch länger gefertigt. Es ist nicht bekannt, wann das Unternehmen aufgelöst wurde.
Weitere US-amerikanische Hersteller von Personenkraftwagen der Marke Union waren Union Electric Company, Union Automobile Company, Union Automobile Manufacturing Company, Union Sales Company und Union Automobile Company.

## Kraftfahrzeuge
Das erste Modell war ein Highwheeler. Er hatte einen luftgekühlten Zweizylindermotor mit 12 PS Leistung. Das Fahrgestell hatte 178 cm Radstand. Der Aufbau des Model A war ein Victoria. Der Neupreis betrug 650 US-Dollar.
Im November 1908 wurden ein Runabout und ein Tourenwagen mit Frontmotor angekündigt. Ob es diese Modelle tatsächlich in die Serienproduktion schafften, ist unklar.